# Chiara Frugoni
Pour les articles homonymes, voir Frugoni.
Chiara Frugoni, née le 4 février 1940 à Pise (Italie) et morte le 9 avril 2022 dans la même ville
,
, est une historienne italienne, spécialiste du Moyen Âge et de l'histoire de l'Église catholique.

## Biographie
Chiara Frugoni est la fille du médiéviste Arsenio Frugoni. Elle est diplômée de La Sapienza de Rome en 1964 avec une thèse intitulée Le thème des trois vivants et des trois morts dans la tradition médiévale italienne, où elle emploie une méthode de travail qui prend en compte textes et images avec la conviction que « les images parlent ».
En 1965, elle épouse Salvatore Settis avec qui elle a trois enfants, Silvano, Andrea et Marta. En 1991, elle se remarie avec Donato Cioli.
En 1965, elle passe un Diploma di perfezionamento à l'École normale supérieure de Pise. En 1981-1982, elle bénéficie  d'une bourse d'études à la Villa I Tatti, siège du Centre de l'Histoire de la Renaissance de l'université Harvard, puis elle passe un semestre à l'Institute for Advanced Study de Princeton en 1987. Elle a enseigné pendant un semestre à université Paris-VIII, en 1984-1985. En 1980, elle obtient la chaire d'études médiévales à l'université de Pise, qu'elle quitte en 1988 pour l'université de Rome « Tor Vergata », où elle enseigne jusqu'en 2000, date de son départ à la retraite.

## Recherches
Son principal sujet d’études est François d'Assise, à qui elle a consacré plusieurs ouvrages, comme Il cammino di Francesco, traduit en plusieurs langues, et de nombreux articles. Elle a, en particulier, étudié comment les institutions ont résisté à l'enseignement de François.
Elle collabore à la Rai et à Radio Rai (it), comme par exemple sur Rai Radio 3, Uomini e profeti ou Il Terzo Anello. Elle écrit dans La Repubblica et Il Manifesto.
En 2011, elle a reconnu dans l'une des fresques attribuées à Giotto dans l'église supérieure de la basilique Saint-François d'Assise un profil de diable dessiné par les nuages, qui était resté ignoré de la littérature consacrée au sujet.

## Publications

### En italien
- Francesco e l’invenzione delle stimmate, Einaudi 1983, Prix Viareggio 1984.
- Vita di un uomo: Francesco d’Assisi, Einaudi, Torino 1995, introduction de Jacques Le Goff.
- Due papi per un giubileo. Celestino V, Bonifacio VIII e il primo Anno Santo, Rizzoli, Milan 2000.
- Medioevo sul naso. Occhiali, bottoni e altre invenzioni medievali, Laterza, Rome-Bari 2001[12].
- Da stelle a stelle, memorie di un paese contadino, Laterza, Rome-Bari 2003 (dédié à une ville de la province de Bergame, Solto Collina).
- La cappella Scrovegni di Giotto a Padova [avec un DVD de la chapelle], Einaudi, Turin, 2005.
- Una solitudine abitata: Chiara d’Assisi, Laterza, Rome-Bari 2006[13].
- Il Cammino di Francesco. Natura e incanto nella Valle Santa Reatina, texte de Chiara Frugoni, photographies de Steve McCurry, Federico Motta, Milan, 2006.
- Il Battistero di Parma, guida ad una lettura iconografica in La cattedrale e il battistero di Parma con DVD, Einaudi, Turin, 2007.
- L’affare migliore di Enrico. Giotto e la cappella Scrovegni, Einaudi, Turin, 2008.
- La voce delle immagini. Pillole iconografiche dal Medioevo, Einaudi, Turin, 2010.
- Le storie di San Francesco. Guida agli affreschi della Basilica superiore di Assisi, Einaudi, 2010.  (ISBN 9788806203207)
- Storia di Chiara e Francesco, Einaudi, 2011.  (ISBN 9788806205133)
- [autobiographie] Perfino le stelle devono separarsi, Feltrinelli, 2013.
- Il messagio nascosto negli affreschi della Basilica ad Assisi, Einaudi, 2015.
- Paure medievali. Epidemie, prodigi, fine del tempo, 2020.
- Donne medievali. Sole, indomite, avventurose, 2021.

### Traductions en français
- 2024 — Au lit au Moyen Âge : Comment et avec qui  (trad. Lucien d'Azay), Paris, Les Belles Lettres, 2024, 160 p. (ISBN 978-2251455136)
- 2023 — Même les étoiles doivent se séparer [« Perfino le stelle devono separarsi, Milan, Feltrinelli, 2013 »]  (trad. Denis Matringe (dir.), Lucien d'Azay), Paris, Éditions de l'EHESS, 2023, 168 p. (ISBN 978-2-7132-2958-9)
- 2022 — Vivre avec les animaux au Moyen Âge : histoires fantastiques et féroces [« Uomini e animali nel Medioevo : storie feroci e fantastiche, Bologna : Società editrice Il mulino, 2018 »]  (trad. Lucien d'Azay), Paris, Les Belles Lettres, 2022, 456 p. (ISBN 978-2-251-45289-0)
- 2020 — François : le message caché dans les fresques d’Assise [« Quale Francesco ? Il messagio nascosto negli affreschi della Basilica ad Assisi , Einaudi 2015 »]  (trad. Lucien d'Azay), Paris, Les Belles Lettres, 2020, 746 p. (ISBN 978-2-251-45142-8)
- 2017 —  Vivre en famille au Moyen Âge [« Vivere nel medioevo »]  (trad. Jérôme Savereux), Les Belles Lettres, 2017, 352 p. (ISBN 978-2-251-45142-8)
- 2015  — Le Moyen Âge par ses images [« La voce delle immagini. Pillole iconografiche dal Medioevo »]  (trad. Lucien d'Azay), Les Belles Lettres, 2015, 320 p. (ISBN 978-2-251-38131-2)
- 2013 — Arsenio et Chiara Frugoni (trad. Lucien d'Azay), Une journée au Moyen-Âge [« Storia di un giorno in una città medievale »], Les Belles Lettres, 2013, 289 p. (ISBN 978-2-251-38124-4)
- 2011 — Le Moyen âge sur le bout du nez : lunettes, boutons et autres inventions médiévales [« Medioevo sul naso : occhiali, bottoni e altre invenzioni medievali »]  (trad. Silvano Serventi, préf. Jacques Le Goff), Les Belles Lettres, 2011, xvi + 262 (ISBN 978-2-251-38111-4)
- 2011  — Histoires franciscaines dans la basilique supérieure d'Assise, Éditions universitaires d'Avignon, 2011, 52 p. (ISBN 978-2-35768-027-2)
- 2003  — Ornella Casazza, John Pope-Hennessy, Cristina Acidini Luchinat, Gloria Fossi, Luciano Bellosi, Chiara Frugoni, Cecilia Jannella, Du Gothique à la Renaissance : Duccio, Giotto, Simone Martini, Pietro et Ambrogio Lorenzetti, Masaccio, Fra Angelico, Filippo Lippi, Benozzo Gozzoli, Scala, 2003, 640 p. (ISBN 978-88-8117-392-1)
- 1999  — Saint François d'Assise : la vie d'un homme  (trad. Catherine Dalarun-Mitrovitsa, préf. Jacques Le Goff), Hachette Littératures, 1999, 188 p. (ISBN 2-01-278937-4)